# André Laurendeau

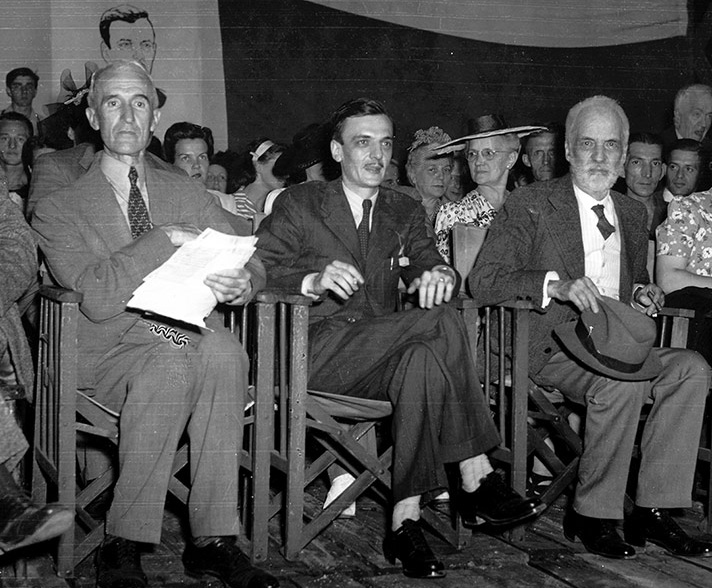
André Laurendeau (trzeci z lewej)

André Laurendeau (ur. 21 marca 1912 w Montrealu, zm. 1 czerwca 1968 w Ottawie) – quebecki pisarz, dramaturg, eseista, dziennikarz i polityk, inspirator quebeckiego neonacjonalizmu. 

## Życiorys
W 1933 roku zainicjował z przyjaciółmi z Uniwersytetu Montrealskiego nacjonalistyczno-prawicowy ruch "Jeune-Canada" (Młoda Kanada), którego był prezesem w latach 1933-1935. W 1935 roku rozpoczął studia w dziedzinie filozofii i nauk społecznych w Paryżu. Po powrocie do Quebecu kierował przeglądem "L'Action nationale" w latach 1937 do 1942 i od 1948 do 1954 roku.

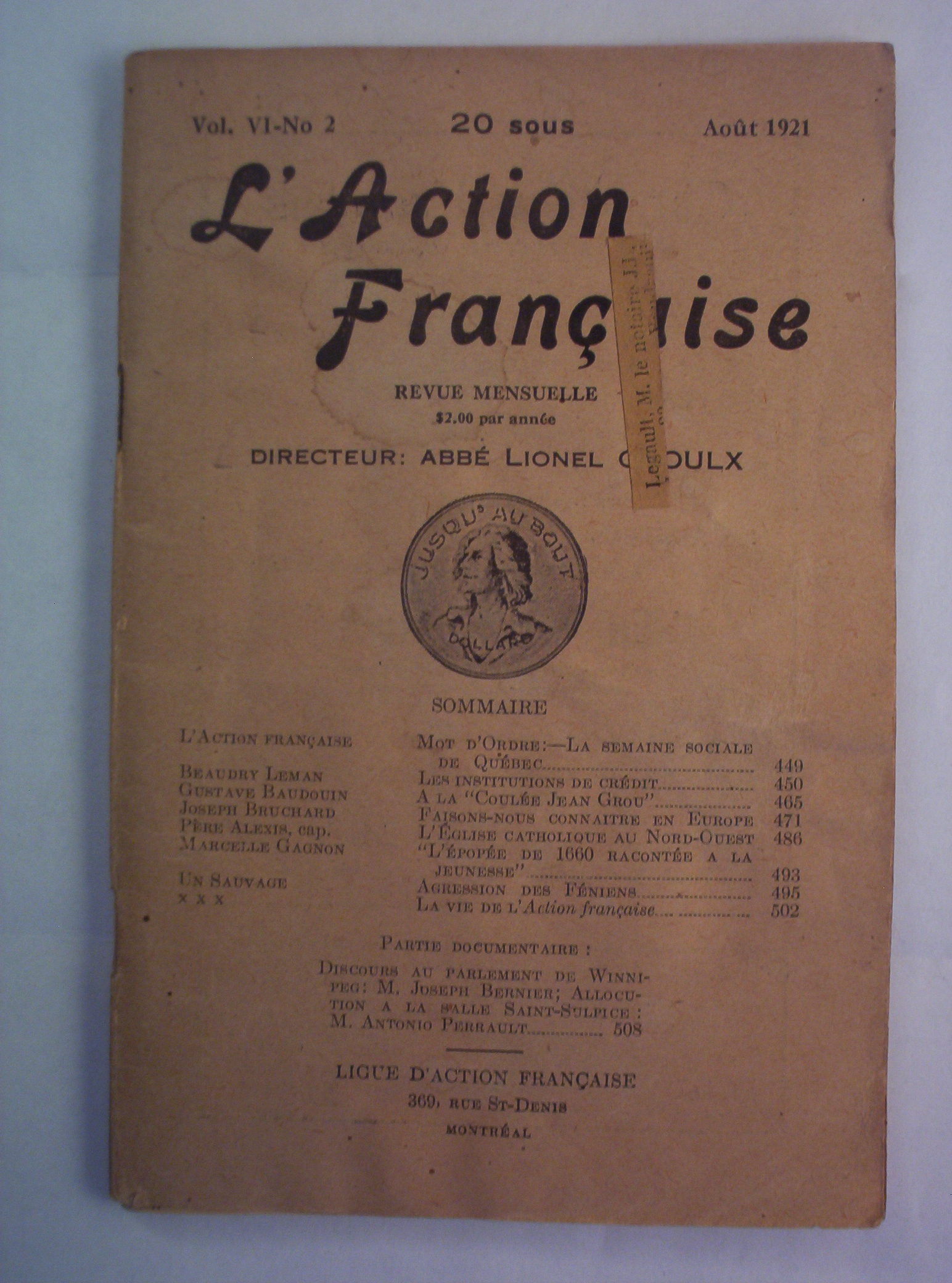
Przegląd L'Action nationale ukazywał się uprzednio jako L'Action Française

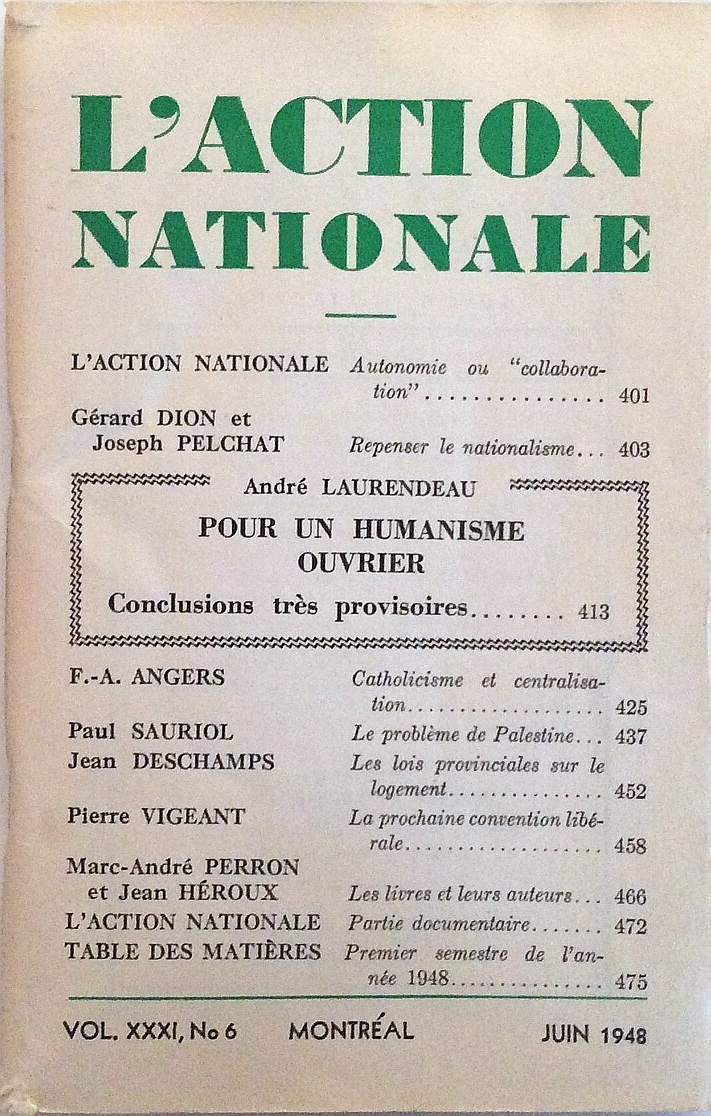
Pierwsza strona przeglądu L'Action nationale z 1948 roku

Działalność polityczną rozpoczął w 1942 w Lidze Obrony Kanady, gdzie przeciwstawiał się poborowi do wojska. Brał następnie udział w tworzeniu Ludowego Bloku Kanady, którego był szefem w Prowincji Quebec do roku 1947. W latach 1944 do 1948 był deputowanym do parlamentu prowincji Quebec.
W 1947 został zastępcą redaktora naczelnego dziennika, a w 1957 redaktorem naczelnym dziennika Le Devoir. Na tym stanowisku angażował się w walkę z konserwatywnym premierem prowincji Quebec Maurycego Duplessis, a następnie w ruch narodowy podczas "spokojnej rewolucji. Jego zasługą jest rozpowszechnienie lokalnego języka joual.
Od roku 1963 aż do śmierci współprzewodniczył komisji Laureneau-Duntona do spraw dwujęzyczności i dwukulturowości w Kanadzie.
W uznaniu jego zasług dla szkolnictwa i rozwoju młodzieży, imieniem André Laurendeau nazwano liceum André-Laurendeau i szkołę średnią André-Laurendeau.